# Académie du Raja Club Athletic
L'Académie du Raja Club Athletic est un centre d’entraînement et de formation de football situé à Bouskoura et propriété du Raja Club Athletic, club de football professionnel basé à Casablanca. Après l'achèvement des travaux en 2021, il est inauguré le 22 septembre 2022.
En plus du centre d'entraînement de l'équipe A, l'académie abrite le centre de formation du Raja CA, pour fournir à ses jeunes footballeurs, en association avec le Complexe sportif Raja-Oasis, une structure d'hébergement, un accompagnement scolaire et un programme de formation sportive de haut niveau.
Lors de ses débuts, le centre de formation du Raja CA faisait partie des premiers centres conformes aux standards internationaux au Maghreb, et la première école de football au Maroc adoptant la notion "sport-étude",. Il a été choisi par la direction technique nationale de la Fédération royale marocaine de football comme le meilleur centre de formation d'un club en 2021,.

## Histoire

### Débuts
Du 11 au 21 décembre 2013, le Raja participe pour la deuxième fois de son histoire à la Coupe du monde des clubs de la FIFA. Les Verts viennent à bout de l'Auckland City, du FC Monterrey et de l'Atlético Mineiro, ils décrochent ainsi leur billet pour la finale, stade encore jamais atteint auparavant par une équipe arabe ou nord-africaine,,.
Le Raja s'incline en finale contre le Bayern Munich (2-0), mais sort la tête haute sous les applaudissements de son public et de la scène internationale qui salue cet exploit. L'équipe est ensuite accueillie en grande pompe à Casablanca par le roi Mohamed VI qui leur rend hommage lors d'une cérémonie au palais royal où il décorera l'ensemble du club.
Lors de sa réception, le roi du Maroc communique à Mohamed Boudrika, président du club, son intention de leur faire don d'un terrain qui s'étend sur 7,5 hectares dans le quartier de Ain Jemâa, à Bouskoura.

### Travaux
Le 24 décembre, le Comité de détermination des prix des terrains fixent le prix du terrain à 50 dirhams/m2, soit un total d'environ 3,75 M dirhams. Le roi Mohamed VI prendra en charge l'acquisition du terrain pour le compte du Raja Club Athletic afin d'y construire une académie de football. Durant le même jour, l'Agence urbaine de Casablanca donne son feu vert pour la construction de l'académie.
Début 2016, le Raja signe une convention de partenariat avec le Ministère de l’Équipement, du Transport et de la Logistique selon lequel ce dernier se chargerait de toutes les étapes de construction de l’académie. Le projet est ensuite confié à la société de construction marocaine Urbagec. L'architecte est quant à lui Mohamed Reda Bennani du cabinet RBM Architectes,. Cependant, quelques problèmes administratifs aggravés par la crise financière que connaît le club, retardent le lancement du chantier.
Le 3 juin 2016, le club lance les travaux de construction de l'académie. Il organise quelques mois plus tard une cérémonie protocolaire pour célébrer l'occasion avec la présence de plusieurs personnalités dont Khalid Safir, Wali du Grand Casablanca et Faouzi Lekjaa, président de la Fédération royale marocaine de football,.
Après le début des travaux, le comité directeur du club décide de modifier les plans de construction mis en place précédemment, en retirant l'hôtel afin d'augmenter la capacité du centre de formation, en nombre de lits et en superficie.

### Inauguration
En mars 2021, les travaux sont terminés, les appareils sont livrés et le mobilier est installé par la société de construction en charge, en collaboration avec le Ministère de l’Équipement, du Transport et de la Logistique. Le 8 mars 2022, l'équipe A du Raja s'y entraîne pour la première fois.
Le 22 septembre 2022, l'académie est inaugurée en présence d'une centaine d'invités dont Fouzi Lekjaa et le Wali de la région de Casablanca-Settat, Said Ahmidouch. Le président du club Aziz El Badraoui affirme que le Raja CA s’est doté de l’une des meilleures infrastructures sportives à l’échelle africaine. Il a également annoncé l'aménagement de deux terrains supplémentaire avec un coût de 18 millions de dirhams.
Le 21 octobre 2022, le français Patrick Cordoba est désigné comme responsable de la formation et directeur de l'Académie. Il venait alors de décrocher avec la sélection marocaine féminine U17 une première qualification à la Coupe du monde qui se déroulera en Inde.

### Fond de formation national
Le 13 août 2024, la FRMF, le Groupe OCP et TAQA MAROC ont signé une convention pour la création d’un Fonds de formation national, dédié à la professionnalisation des centres de formation et à la promotion des jeunes talents. Ce partenariat repose sur la mutualisation des compétences et des ressources des trois partenaires pour œuvrer au renforcement des centres de formation à travers le Royaume, en les dotant d’infrastructures modernes, d’une gestion efficiente et d’une expertise technique avancée. Le fonds servira au financement des centres de formation, et sa gestion sera assurée par une S.A. spécialisée, sous la supervision de la Direction technique national de la FRMF. Les onze clubs signataires, dont le Raja CA, ne se chargeront plus que des équipes A, tandis que la S. A. s’occupera de la gestion des formations, des salaires, du suivi médical, de l’alimentation, etc. À la fin, le club paiera une somme forfaitaire à la S. A. en cas de contractualisation avec le joueur, ou un pourcentage en cas de vente.
La fédération affirme que chaque club doit enregistrer 20 joueurs maximum par catégorie d'âge et que "les jeunes joueurs et joueuses seront licenciés chez eux et joueront sous leurs couleurs". De plus, ils doivent mettre à disposition les infrastructures sportives à savoir les terrains, les vestiaires et les locaux médicaux et fitness.
L'objectif est de fournir aux joueurs âgés de 10 à 23 ans une formation de haut niveau sans négliger leur éducation scolaire, en internat ou en externe. L'encadrement technique est assuré par un directeur de la formation et 8 entraîneurs formateurs pour chaque catégorie d'âge. L'équipe comprend également des préparateurs physiques, des entraîneurs de gardiens de but, des analystes vidéo, des détecteurs de talents, un médecin du sport, des kinésithérapeutes, des infirmiers soigneurs et des responsables des équipements sportifs.
L'Opinion explique que cette initiative vise avant tout à pallier le manque d’engagement et d’investissement des clubs dans ce domaine, sauf quelques exceptions. En conséquence, l’absence d’une pépinière de talents oblige les clubs à constamment rechercher des joueurs ailleurs. Le journal ajoute que ce manquement est principalement dû à deux raisons: le manque de compétence des formateurs et la situation financière des clubs. Le système de redistribution solidaire des droits TV est notamment pointé du doigt, car il attribue annuellement le même montant à tous les clubs et pénalise automatiquement les grands clubs bien que leurs besoins soient plus élevés.

## Installations

### Centre d’entraînement
L'Académie du Raja Club Athletic est un centre d’entraînement de football située à Bouskoura, à une vingtaine de kilomètres au sud de Casablanca. Les installations de l'Académie sont subdivisées en trois pôles: le pôle sportif, le pôle pédagogique et le pôle administratif. Ces bâtiments sont reliés entre eux avec des ponts dotés de fenêtres qui donnent sur la cour.
Les installations sportives sont dédiées et prévues pour l'équipe première et les équipes de jeunes U17, U19 et U21 qui concourent dans leurs championnats respectifs. Les catégories inférieures sont formées au Complexe sportif Raja-Oasis.
L'Académie comporte d'abord trois grands terrains, deux au gazon naturel et le troisième en pelouse synthétique. Elle comprend également quatre mini-terrains synthétiques pour les minimes. Le pôle sportif englobe entre autres, une salle de musculation, une salle de rééducation, un centre médical et un restaurant.
Le 23 septembre 2023, le club annonce l'inauguration d'un hôtel destiné à l'hébergement de l'équipe A durant ses camps de préparation.

### Centre de formation
Depuis Abdelkader Jalal, joueur du Raja dès le début des années 1950 et principal responsable de la formation au club durant près de 40 ans, le Raja se repose généralement sur ses anciens joueurs pour encadrer les équipes de jeunes, parce qu'ils adhèrent aux principes et idées footballistiques du club.

Le Raja s'impose généralement dans les championnats nationaux grâce à ses équipes de jeunes comme en 2015, où les U17 et les U19 sont sacrés champions du Maroc. Les espoirs (U21) ne participent déjà plus au championnat espoirs depuis leur sacre en 2019, mais ils sont remontés en Championnat du Maroc D5 (groupe Nord-ouest) où ils ont terminés en deuxième position deux fois de suite, en 2019-2020 et 2020-2021 et frôlé la montée pour la quatrième division sous la direction de Bouchaib El Moubarki,.

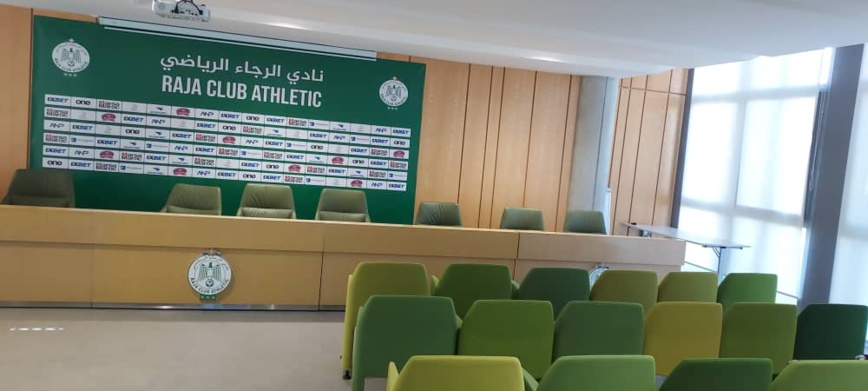
La salle de conférence

Le centre de formation du Complexe sportif Raja-Oasis, faisait partie lors de ses débuts des premiers centres conformes aux standards internationaux au Maghreb, et la première école de football adoptant la notion "sport-étude" au Maroc,. En 2021, il a été choisi par la direction technique de la Fédération royale marocaine comme le meilleur centre de formation d'un club de football au niveau national,. Une grande partie de la structure du Complexe Oasis a été délocalisé et adapté à l'Académie.
Pour mettre en pratique cette stratégie, l'académie dispose de 45 chambres réparties sur 4 bâtiments, A, B, C et D. Le bâtiment A est dédié aux joueurs de l'équipe première, tandis que les bâtiments B, C et D sont dédiés aux cadets, aux juniors et aux espoirs. Il y a également dix chambres destinées au personnel technique et médical,. En février 2023, le centre héberge 384 jeunes footballeurs de tous les âges dont 2 ivoiriens et 1 guinéen.

### Sport-étude
En 1999, le Raja était le premier club marocain à se doter d’un centre où les éléments, retenus après une sélection, alliaient sports et études[réf. souhaitée]. Cette scolarité a été assurée par l’encadrement de l’Office de la formation professionnelle (OFPPT) à la suite d'un accord de partenariat avec le Raja. La première génération formé se composait de 26 joueurs retenus, âgés de 16 à 17 ans. Ils bénéficiaient de six heures de cours et de deux heures d’entraînement par jour. Pendant les vacances scolaires, ils devaient suivre deux séances d’entraînement par jour[source insuffisante].
En 2018, plusieurs conventions ont été signées avec des établissements spécialisés pour assurer un projet scolaire et sportif de qualité aux jeunes athlètes. Ils bénéficient de ce fait d'un statut particulier qui leur permet de pratiquer leur sport avec des horaires aménagés, tout en préparant scolairement leur avenir immédiat ou leur avenir post-compétition. Les joueurs bénéficient également d'un suivi médical permanent de façon que les joueurs disposent de bonnes conditions physiques.

## Organigramme
- Directeur général de l'Académie:  Hamza Sairi[34]
- Directeur sportif :  Sébastien Sommacal[39]
- Directeur du centre de formation :  Jean-Marc Nobilo[40]

## Budget
Au lancement du chantier, le budget prévisionnel alloué à la construction de l'Académie du Raja Club Athletic (hors terrain) est estimé à 100 millions de dirhams. La participation des différentes parties prenantes au budget est détaillée dans le tableau ci-dessous:
| Structure                                    | Montant en MDH (en millions de dirhams) | Pourcentage |
| -------------------------------------------- | --------------------------------------- | ----------- |
| Fédération royale marocaine de football      | 50 MDH                                  | 50 %        |
| Conseil de la Région de Casablanca-Settat    | 20 MDH                                  | 20 %        |
| Direction générale des collectivités locales | 20 MDH                                  | 20 %        |
| Raja Club Athletic                           | 10 MDH                                  | 10 %        |